# Mick Blue
Mick Blue, född 9 september 1976 i Graz, är en österrikisk porrskådespelare och regissör. Han har verkat i inom produktion av porrfilm sedan år 2000 och är en av de mer produktiva manliga namnen, verksam i den nordamerikanska delen av branschen. Tre år i rad – 2015 till 2017 – vann han AVN Award som årets manliga skådespelare. 2017 inledde han även en verksamhet som racerförare.

## Karriär

### Inom porrfilm
Vid millennieskiftet inledde Blue som 24-åring en karriär som porrskådespelare, senare kompletterat med arbete som regissör. Han har i princip uteslutande arbetat i USA, där han utvecklats till en av de mer anlitade manliga skådespelarna.
I januari 2005 undertecknade Blue ett exklusivt kontrakt som stallaktör och regissör för Zero Tolerance Entertainment. Hans regidebut skedde med filmen Meet the Fuckers. Han har också regisserat för bolaget Elegant Angel under artistnamnet Grazer.
I juni 2015 skapade Blue, Anikka Albrite och Maestro Claudio bolagsetiketten BAM Visions för Evil Angel.
Mick Blue är en av de mest aktiva manliga skådespelarna i porrfilmsbranschen. I mars 2023 listade branschdatabasen IAFd 5150 bidrag från honom i olika filmer. Dessutom hade han då drygt 800 titlar som regissör, för bolag som Evil Angel, Zero Tolerance, 3rd Degree och PAM Visions.

### Motorsport
2017 avslöjade Mick Blue en ny karriär racerförare, och han meddelade på Youtube att det var hans barndomsdröm att få tävla inom motorsport. Ursprungligen planerade han att inleda tävlandet under 2020 års (covid-19-drabbade) Indycar-säsong. Han gjorde slutligen tävlingsdebut i NAST:s TT6-tävling i Laguna Seca i Kalifornien, där han blev nationell mästare i den här specifika kategorin.

### Synlighet i övriga massmedier
Blue medverkade 2014 i den österrikiska TV-dokumentären Porno Unplugged. I den österrikiska långfilmen Chimney or Pit spelade han rollen som disc jockey. 2021 syntes han som skådespelare i Ninja Thybergs dramafilm Pleasure.
2016 placerade sig Blue på CNBC:s lista med "The Dirty Dozen: Porn's biggest stars".

## Privatliv
2014 gifte sig Blue med den amerikanska porrskådespelerskan Anikka Albrite, efter att ha arbetat ihop 2012 och året efter blivit ett par i samband med 2013 års AVN-mässa. 2015 vann Blue och Albrite AVN Awards för Årets manliga respektive kvinnliga skådespelare. De är det hittills enda gifta par som vunnit båda priserna samma år.
Hösten 2022 meddelade Blue på sin officiella Instagram-profil att han är en utövare av brasiliansk jiu-jitsu. Han har tränat under Fábio Leopoldo och tilldelades i december samma år svart bälte.

## Utmärkelser (urval)
Under sin karriär har Blue bland annat fått ta emot 19 stycken AVN-priser och 5 stycken XBiz-priser. Nedan listas AVN-priserna.
AVN Awards
- 2012 – Best Double Penetration Sex Scene (för Asa Akira Is Insatiable 2, 2011) samt Best Three-Way Sex Scene: G/B/B (för ''Asa Akira Is Insatiable 2, 2011)
- 2013 – Best Double Penetration Sex Scene (för Asa Akira Is Insatiable 3, 2012), Best Group Sex Scene (för Asa Akira Is Insatiable 3, 2012) samt Best Three-Way Sex Scene: G/B/B (för Lexi, 2012)
- 2014 – Best Anal Sex Scene (för Anikka 1, 2013) samt Best Group Scene (för Gang Bang of Bonnie Rotten, 2013)
- 2015 – Best Double Penetration Sex Scene (för Anikka 2, 2014), Best Group Sex Scene (för Gangbang Me, 2014), Best Three-Way Sex Scene: G/B/B (för Allie, 2014), Male Performer of the Year samt Most Outrageous Sex Scene (för Gangbang Me, 2014)
- 2016 – Best Anal Sex Scene (för Being Riley, 2015), Best Group Sex Scene (för Gangbang Me 2, 2015), Best Three-Way Sex Scene: G/G/B (för Anikka's Anal Sluts, 2015) samt Male Performer of the Year.
- 2017 – Best Boy/Girl Sex Scene (för Natural Beauties 1 , 2016), Best Double Penetration Sex Scene (för Abella, 2016), invald i AVN Hall of Fame samt Male Performer of the Year
- 2018 – Best Double Penetration Sex Scene (för Angela 3, 2017)
- 2019 – Best Group Sex Scene (för After Dark, 2018)
- 2020 – Best Boy/Girl Sex Scene (för Unlocked, 2018) samt Best Gangbang Scene (för Angela White Dark Side, 2019)
- 2021 – Best Double Penetration Sex Scene (för Insatiable Emily Willis, 2020) samt Best POV Sex Scene (för Emily Willis: Car BJ and POV Fucking, 2020)
- 2022 – Best Anal Sex Scene (för Psychosexual 2, 2021)